# Mary Ann Mantell
Mary Ann Mantell, de soltera Woodhouse, (9 de abril de 1795 - 20 de octubre de 1869) fue una paleontóloga británica a la que se le atribuye el descubrimiento de los primeros fósiles de iguanodon y de proporcionar varios bosquejos a pluma y tinta de los fósiles para su compañero, el naturalista Gideon Mantell.

## Vida familiar
Nació en Paddintong (Londres) el 9 de abril de 1795. Sus padres fueron George Edward Woodhouse y Mary Ann Woodhouse. En 1816, se casó con Gideon Mantell y vivió con él en Lewes. Juntos realizaron viajes para recolectar fósiles. Aunque la pareja se convirtió en un equipo de investigación coherente, sus vidas personales se resintieron y la pareja se distanció cada vez, el matrimonio terminó en divorcio. Tuvieron tres hijos, incluyendo al prominente científico y político neozelandés Walter Mantell. Gideon murió en 1852 de una sobredosis de opio.

## El descubrimiento delIguanodon

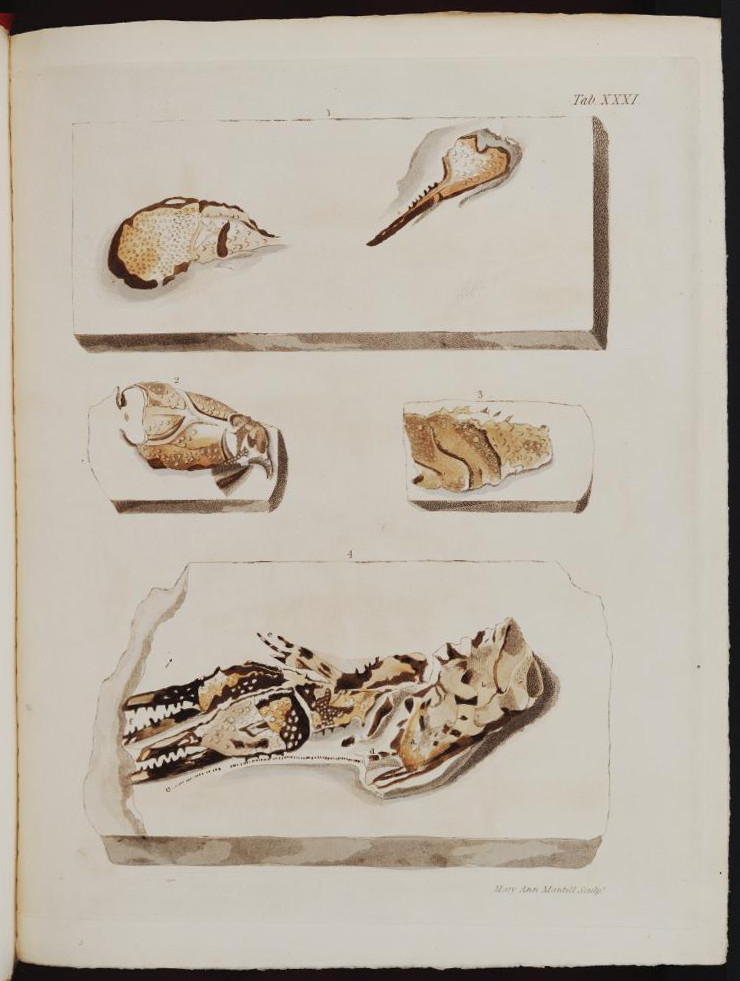
Ilustración del libro The Fossils of the South Downs, grabado por Mary Ann Mantell a partir de bocetos de Gideon Mantell. El libro describe formaciones geológicas y fósiles encontrados en los South Downs de Sussex, Inglaterra. Shelfmark: 1 d. 67. Esta es la placa V, que muestra los estratos entre Brighton y Rotterdean, los estratos al oeste de Rotterdean, y el lugar de aterrizaje en Rotterdean.

En 1822, mientras Mantell acompañaba a su cónyuge a Surrey cuando éste visitaba a un paciente, descubrió grandes fósiles en forma de diente a un lado de la carretera. Ella le mostró estos fósiles. Su marido entonces procedió a enviar los hallazgos de Mantell a Georges Cuvier, que al principio pensó que los dientes que le enviaron eran de un rinoceronte. Debido a la emoción de sus hallazgos, inició una excavación en el Bosque Tilgate, que desembocó en el descubrimiento del reptil herbívoro Iguanodon.
Mantell ilustró muchos de los fósiles, que luego fueron utilizados en la publicación científica de su marido titulada Ilustraciones de la Geología de Sussex y publicada en 1827, en la que se describe el Iguanodon, así llamado debido a su semejanza con la iguana de la actualidad.
Murió en Londres el 20 de octubre de 1869.